# بولي بوتاديين

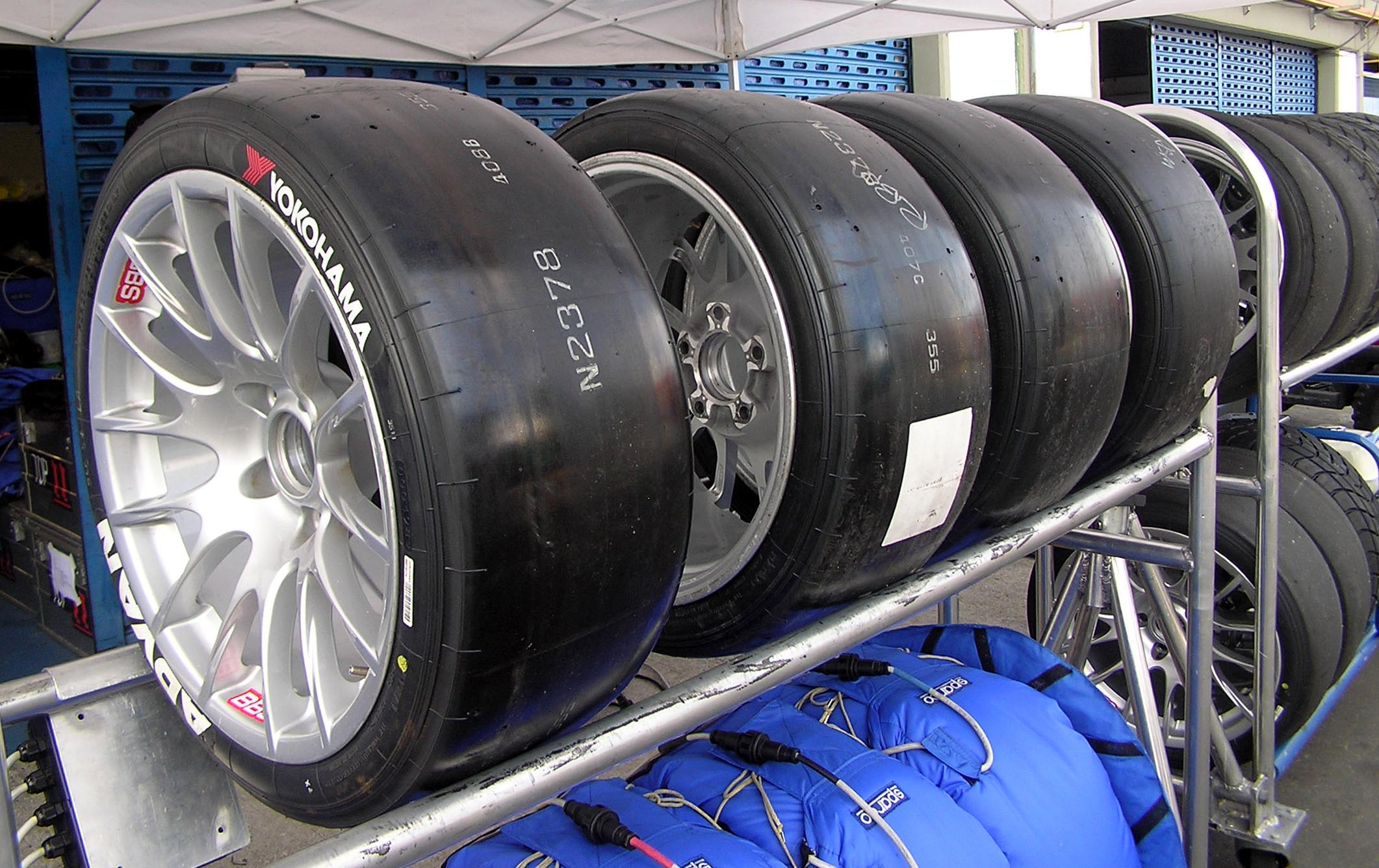
70% من متعدد البيوتادايين المنتج يستخدم في صناعة دواليب العربات

متعدد البيوتادايين هو مطاط اصطناعي، وهو مكثور مشكل في عملية كوثرة لموحود البيوتادايين. البيوتادايين عالي المقاومة للاهتراء ويستخدم خصوصًا في صناعة الدواليب التي تستهلك 70% من الإنتاج. و25% أخرى تستخدم كإضافات لتحسين متانة المواد البلاستيكية مثل متعدد الستايرين، وأكريلونيتريل بيوتادايين ستايرين (ABS). مطاط متعدد البيوتادايين يشكل ربع الاستهلاك العالمي من المطاط الاصطناعي في 2012. ويستخدم أيضًا في تصنيع كرات الغولف، والمواد المرنة المختلفة وفي تغطية المواد الإلكترونية، معطية مقاومة كهربائية عالية.